# MGM-31 Pershing

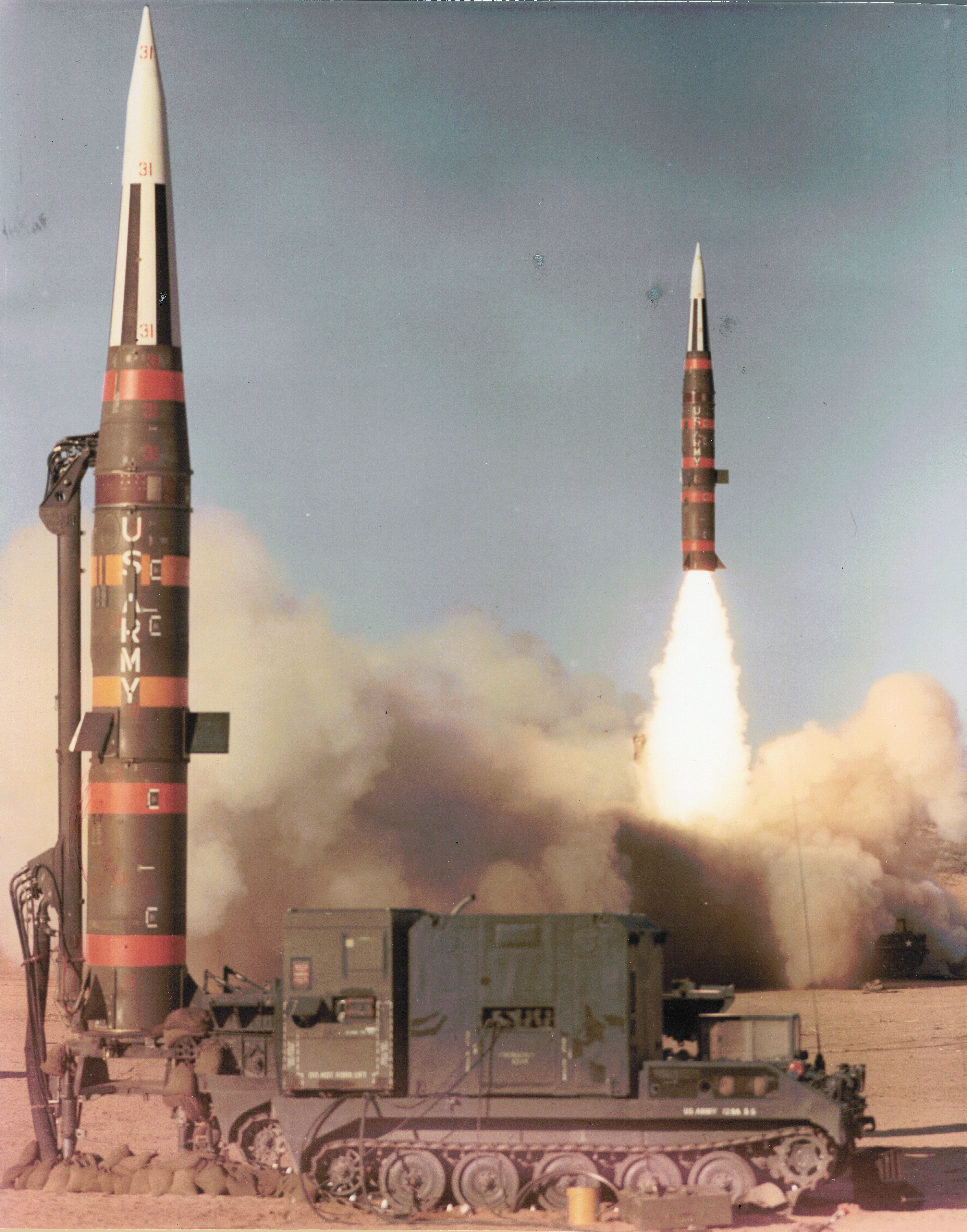
Першинг-1 на гусеничній платформі

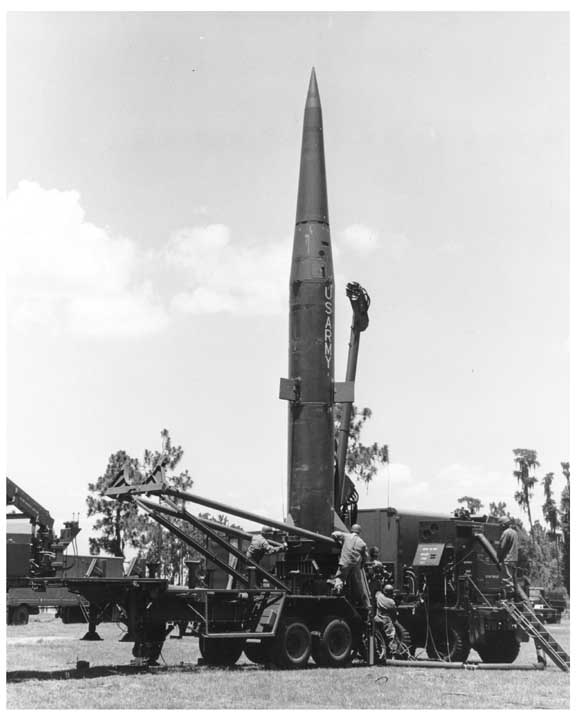
Першинг-1А на колісній платформі

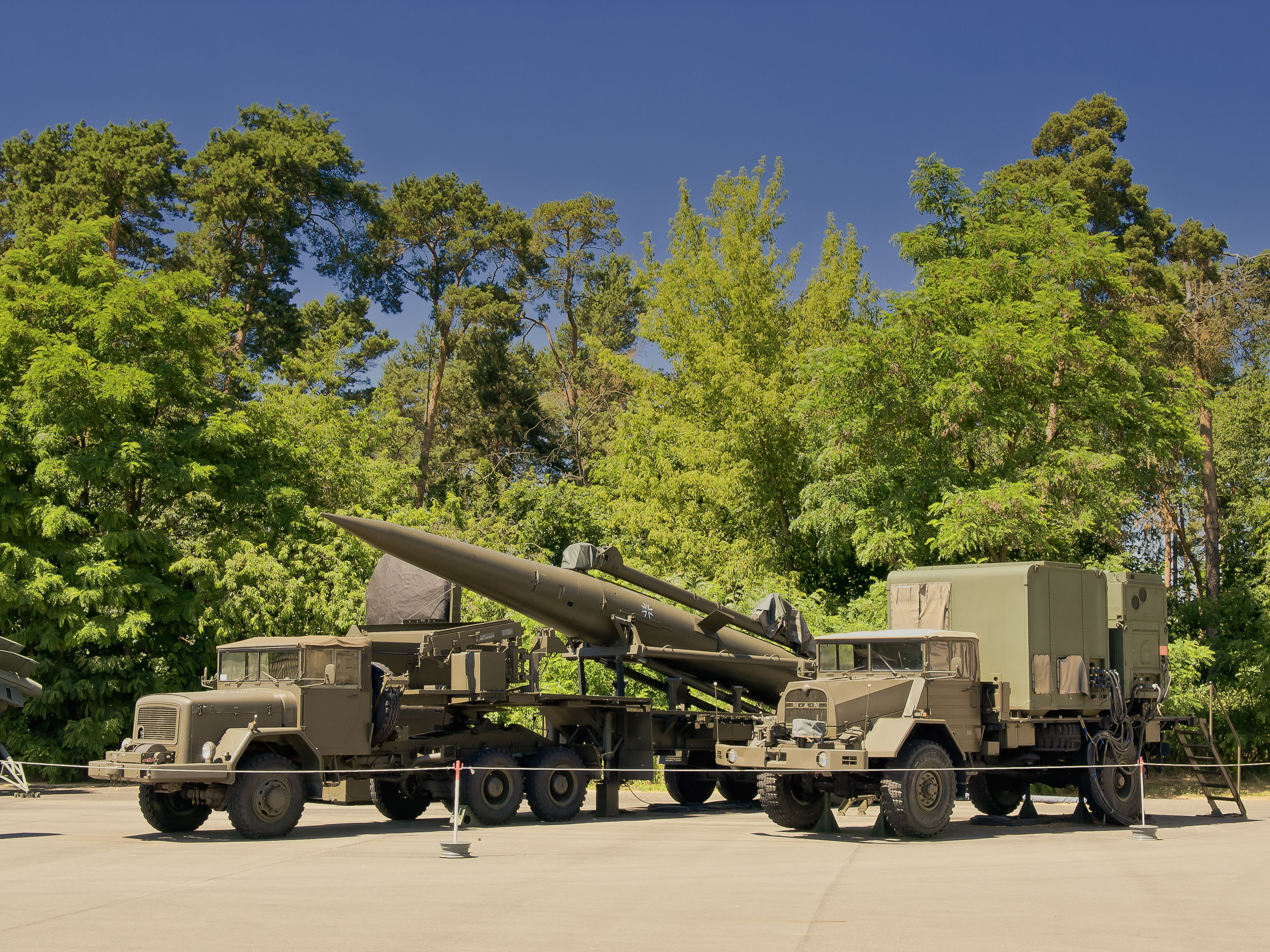
Першинг-1А в музеї

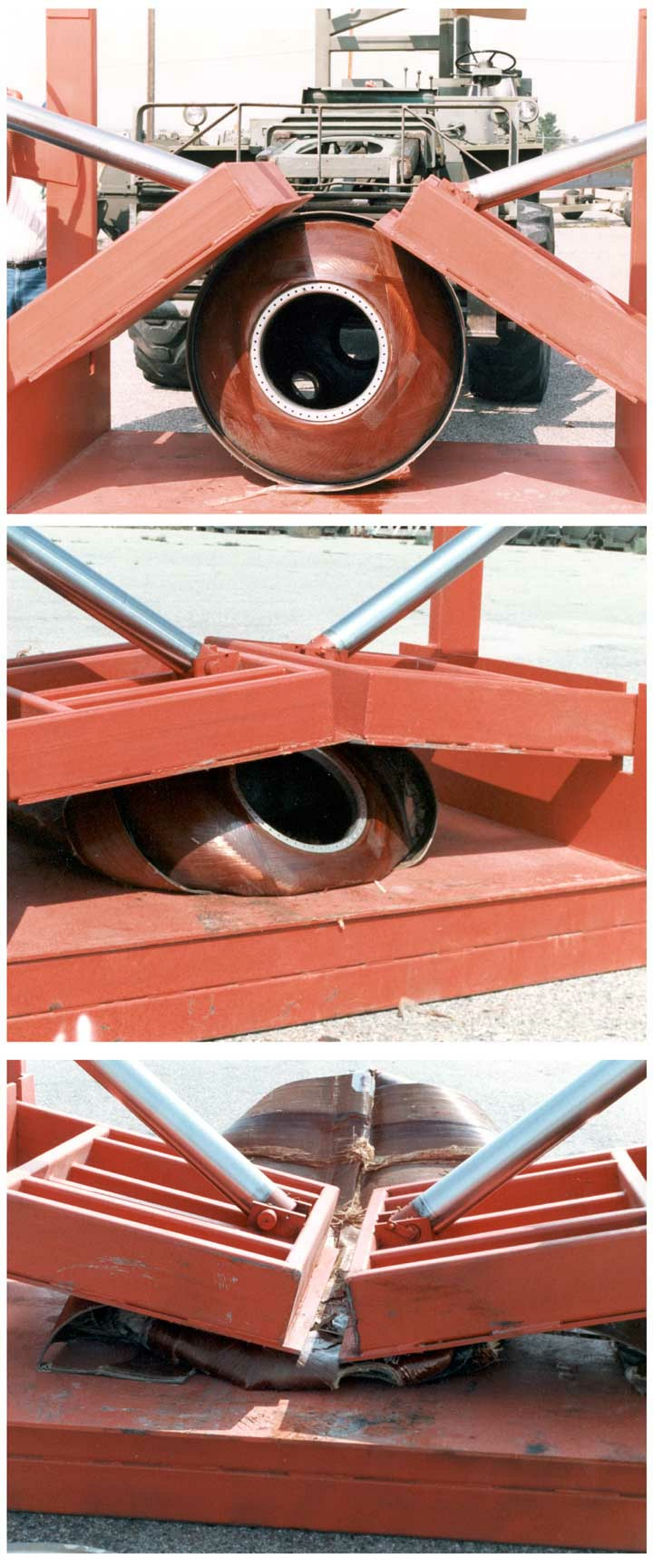
Знищення ракети Першинг

MGM-31 Першинг-1 — американська двоступенева твердопаливна балістична ракета малої дальності з ядерною боєголовкою. Названа в честь Джона Першинга. Розробник — компанія Martin Marietta. Випускалась в кількох варіантах.

## Першинг-1

### Розробка
Проєктування ракети було розпочато в 1958 році, перший пуск відбувся в лютому 1960 року з мису Канаверал, на озброєння ракета надійшла у 1964 році. Боєголовки: М-141 — 200 кТ, М-142 — 400 кТ і М-28 — 6ОкТ. Ракети перших років випуску перевозилися гусеничними транспортерами, головна частина — окремо. Надалі ракета була переведена на колісну платформу, що збільшило надійність ракети за рахунок зменшення вібрації, і здешевило її експлуатацію.
На базі ракети MGM-31 Першинг-1 була розроблена більш досконала і мобільна версія MGM-31A Першинг-1А.
Ракета Першинг-1 була знята з озброєння в 1990 році.

### Технічні параметри
- Довжина: 10520 мм
- Діаметр корпусу: 1000 мм
- Стартова маса: 4660 кг
- Дальність стрільби: 740 км
- Система наведення: автономна інерціальна

## Першинг-1А

### Розробка
MGM-31A «Першинг-1А» (англ. MGM-31A Pershing IA, — двоступенева твердопаливна балістична ракета малої дальності мобільного базування. Мобільність Першинг-1А дозволяла швидко розосереджувати ракети по позиціях в разі війни. Завдяки цьому вони визнані найбільш живучою ядерною зброєю, коли-небудь розміщеною в Європі.
У 1960—1961 рр. була розроблена інженером систем для оборонного підрядника компанії Martin Marietta (1960—1961) в Орландо Робертом Тейлором.
У 1964 році була проведена серія тестів з метою визначити рівень надійності ракет Першинг-1. Міністр оборони США наказав командуванню сухопутних сил визначити модифікації, необхідні для перетворення Першинг-1 в систему швидкого реагування. Програма розробки Першинг-1А була офіційно схвалена в 1965 році. Компанія Мартін-Маріетта отримала контракт на виробництво Першинг-1А в середині 1967 року. Першим отримав нові ракети другий батальйон 44-ї артилерійської бригади в Форті Сілл в 1969 році. Ракети Першинг-1А замінили свого попередника до середини сімдесятих років.
Через належність до системи швидкого реагування ракети Першинг-1А могли бути розгорнуті і запущені в дуже короткий проміжок часу. Число пускових установок зросла з восьми до 36 на один батальйон. Розгортання установок було розпочато в травні 1969 року і до 1970 року майже всі системи Першинг-1 були замінені на Першинг-1А.
Виробництво Першинг-1А закінчилося в 1975 році і було знову розпочато в 1977 для заміни ракет, витрачених в навчальних цілях.
Першинг-1А було серйозно покращено в 1971 році. Старі аналогові системи наведення і контролю були замінені єдиною цифровою системою. Роторний інвертор, що використовувався для перетворення постійного струму в змінний, був замінений на статичний. Система, яка відповідала за розподіл енергії і сигналів в ракеті, також була замінена на більш досконалий аналог. Таким чином «начинка» ракети стала більш доступною і простою для обслуговування. Подальші поліпшення, проведені в 1976 році, дозволили запускати ракети з будь-якого місця розташування, таким чином зникала необхідність виїжджати на заздалегідь підготовлені позиції.
Всього було виготовлено 754 ракети Першинг-1 і Першинг-1А, з яких 180 було розгорнуто в Європі.

### Розгортання
Ракети Першинг-1А були розгорнуті у вигляді трьох батальйонів армії США і двох полків ВПС ФРН. Кожен батальйон мав 36 мобільних установок. Через те, що конституція ФРН забороняє володіння ядерною зброєю, контроль над ракетами знаходився в руках армії США. У мирний час лише частина пускових установок повинна була знаходитися на бойовому чергуванні. Решта установки знаходилися на базі, чекаючи можливої тривоги, або використовувалися для тренування.
У мирний час чотири батареї кожного батальйону послідовно проходили через 4 стани бойової готовності, вищим з яких був стан повної бойової готовності. Завдяки такій ротації частина персоналу могла проводити тренування або обслуговування установок без шкоди для бойових можливостей підрозділу.
У часи загострення відносин з СРСР, батареї вирушали на раніше невикористані позиції. Перебуваючи там, вони повинні були здатні завдати удару по призначених цілях у разі, якщо виникне така необхідність. Як тільки всі батареї виявлялися на своїх позиціях, вони своєю чергою поділялись на окремі взводи для зниження вразливості. Ці взводи постійно змінювали своє місце розташування, таким чином підвищуючи власні шанси на виживання в разі завдавання СРСР першого удару.

## Ліквідація
Як і Першинг-2, ракети Першинг-1А були зняті з озброєння і знищені після підписання США в 1987 році Договору про ліквідацію ракет середньої та малої дальності.